# Pennatulidae
A Pennatulidae a virágállatok (Anthozoa) osztályának a tengeritollak (Pennatulacea) rendjébe, ezen belül a Subsessiliflorae alrendjébe tartozó család.
A WoRMS adatai szerint, legalább 58 elfogadott faj tartozik ebbe a korallcsaládba.

## Rendszerezés
A családba az alábbi 7 nem tartozik:
- Crassophyllum Tixier-Durivault, 1961 - 2 faj
- Graphularia - ? faj
- Gyrophyllum Studer, 1891 - 2 faj
- Pennatula Linnaeus, 1758 - 15 faj; típusnem
- Pteroeides Herklots, 1858 - 32 faj
- Ptilosarcus Verrill, 1865 - 2 faj
- Sarcoptilus Gray, 1848 - 5 faj